# Fresnedoso (kommunhuvudort)
Fresnedoso är en kommunhuvudort i Spanien.   Den ligger i provinsen Provincia de Salamanca och regionen Kastilien och Leon, i den centrala delen av landet, 170 km väster om huvudstaden Madrid. Fresnedoso ligger 1 020 meter över havet och antalet invånare är 129.
Terrängen runt Fresnedoso är varierad. Runt Fresnedoso är det mycket glesbefolkat, med 6 invånare per kvadratkilometer. Närmaste större samhälle är Béjar, 7,2 km sydväst om Fresnedoso. 